# Rentgenometr
Rentgenometr (rentgen + gr. metréō = oglądam) – rodzaj detektora promieniowania jonizującego, służący do pomiarów dawki ekspozycyjnej wyrażonej w rentgenach, bez dokładnego określenia źródła promieniowania.
Zbudowany jest z komory jonizacyjnej, wzmacniacza oraz układu zliczającego. Może być wyposażony w sygnalizację uprzedzającą o zagrożeniu skażeniem promieniotwórczym.
Spotykane są w wersji stacjonarnej, przenośnej lub montowane na pojazdach (lądowych, wodnych i powietrznych). Te z kolei dzielimy na punktowe (reagujące na zagrożenie w punkcie, w którym go zainstalowano), zdalny (do wykrywania zagrożeń w odległości od chronionego elementu) oraz wynośny (reagujący z pewnej odległości od zdarzenia lub zagrożenia).
Przykładem rentgenometru przenośnego jest polski rentgenometr D-08, używany przez Ludowe Wojsko Polskie w latach 60. i 70. Przyrząd, obsługiwany przez jednego żołnierza, mierzył promieniowanie gamma oraz beta o energii powyżej 0,7 MeV. Maksymalny zakres pomiaru wynosił 0,1-300 R/h i podzielony był na cztery podzakresy.
Rentgenometrem pokładowym, montowanym m.in. w samolotach, na śmigłowcach, czołgach i bojowych wozach piechoty był m.in. radziecki przyrząd DP-3B (ДП-3Б) o łącznym zakresie 0,1-500 R/h podzielonym na cztery podzakresy. Sonda, mieszcząca komorę jonizacyjną umieszczona została w metalowej obudowie, umożliwiającej montaż na zewnątrz pojazdu bez ryzyka uszkodzenia mechanicznego i chemicznego. Ekranowany przewód łączący sondę z miernikiem pozwalał na dowolne umieszczenie sondy w różnych typach pojazdów, stosownie do potrzeb. Oprócz miernika wychyłowego zastosowano sygnalizację świetlną w postaci lampki pulsującej wraz ze wzrostem natężenia promieniowania.